# Naszályi-víznyelőbarlang
A Naszályi-víznyelőbarlang földtani értéke miatt Magyarország fokozottan védett barlangjai közül az egyik. A Duna–Ipoly Nemzeti Parkban lévő Vácon található. A Cserhát három fokozottan védett barlangja közül az egyik, közülük ez a legmélyebb és leghosszabb. Magyarország kilencedik legmélyebb barlangja.

## Leírás
A Naszály fennsíkjának legnagyobb vízgyűjtő területtel rendelkező víznyelőjében nyílik. Ez a víznyelő 100 méter hosszú és 30 méter széles, 12–15 méter maximális mélységű. A kilátótól körülbelül 700 méterre, északnyugati irányban található. Triász időszaki mészkőben keletkezett. Cseppkőképződmények, például heliktitek és oldott formák, például szinlők találhatók benne.
A lezárt barlang a Duna–Ipoly Nemzeti Park Igazgatóság engedélyével és technikai eszközök használatával látogatható. Az itt nyugalmi időszakot töltő denevérek miatt télen nem lehet bemenni a rendszerbe. Az ország legnagyobb kis patkósdenevér kolóniájának szálláshelye. Valódi barlanglakó, azaz troglobiont élőlények is élnek járataiban.
Szűk, omladékos átjárók, tág termek és meredek részek váltakozása jellemző rá. Bejárásának nehézségét mutatja, hogy körülbelül 700 méter fix kötéllel kellett könnyebben járhatóvá tenni ezt az időszakos vízesésekkel nehezített és omlásveszélyes barlangot.
A Cserhát fokozottan védett barlangjainak nevei „N” betűvel kezdődnek, a Naszályi-víznyelőbarlangé, a Nézsai-víznyelőbarlangé és a Nincskegyelem-aknabarlangé. A Cserhát legrégebben ismert és leghíresebb barlangjának, a Násznép-barlangnak neve is „N” betűvel kezdődik.
Előfordul a barlang az irodalmában Nagy nyelőlyuk, Naszály Cave (Kordos 1977), Naszályi Szinlő-barlang (Bertalan, Kordos, Országh 1976), Naszályi-viznyelőbarlang (Kordos 1978), Naszályi viznyelő barlang (Bertalan 1976), Naszály Sinkhole-cave (Takácsné, Eszterhás, Juhász, Kraus 1989), Naszály Sinkhole Cave (Takácsné, Eszterhás, Juhász, Kraus 1989), Naszály víznyelőbarlangja (Dénes 1970), Sárkánygödri-víznyelő (Thuróczy 1964), Sárkánylyuk (Tölgyesi 1974), Sárkánylyuk-víznyelő (Nyerges, Ézsiás 2003), Sárkány-lyuk-víznyelő-barlang (Rónaki 2012), Szinkő-barlang (Kordos 1984), Szinlő-barlang (Dénes 1970), Szinlő barlang (Bertalan 1976) és Színlő-barlang (Dénes 1970) neveken is. 1977-ben volt először Naszályi-víznyelőbarlangnak nevezve a barlang az irodalmában, Kordos László publikációjában.

## Kutatástörténet
1949-ben Gánti Tibor és Bánhidi László fedezte fel a víznyelőt. 1952-ben a váci gimnázium diákjai tárták fel bontással Bánhidi László és Joó Tibor irányításával. Ekkor kapta a Szinlő-barlang nevet. Akkoriban 120 méter hosszan ismerték és mélysége 60 méter volt. Az 1957-ben megjelent Cserhát útikalauz című könyvben az olvasható, hogy a Naszály gerincéhez közel nyílik a nemrég felfedezett víznyelőbarlang. Az 1964-ben kiadott Az országos kék-túra útvonala mentén című könyvben meg van említve.
1974-ben a Vörös Meteor Természetbarát Egyesület Központi Barlangkutató Csoportja és a Viktória Barlangkutató Csoport közös munkájának eredményeként érte el a járatrendszer a 165 méter mélységet. Az 1975. december 31-i állapot szerint Magyarország 35. legmélyebb barlangja a 60 méter mély Naszályi-víznyelőbarlang. 1976-ban vált országos jelentőségű barlanggá az 5200-as (Cserehát, Mátra) barlangkataszteri területen lévő, váci Naszályi Szinlő-barlang.
Az 1976-ban befejezett, Magyarország barlangleltára című kéziratban az olvasható, hogy a Cserhát hegységben, a Naszályon, Vácon elhelyezkedő Naszályi viznyelő barlang másik neve Szinlő barlang. A Naszály és a Szarvas-hegy közötti gerinc tetején, a turistautak elágazásától ÉNy-ra kb. 100 m-re, dolinasor mentén, dolinában lévő sziklafal tövében van a bejárata. A barlang felmért hossza 130 m, felmért mélysége 60 m. További feltárások után becsült hossza 350 m, mélysége 120–150 m. Időszakos víznyelő, amely ÉK–DNy-i irányú tektonikus repedés mentén jött létre. Részben feltáratlan és életveszélyes. A kézirat barlangra vonatkozó része 1 irodalmi mű alapján lett írva. Az 1976-ban összeállított, országos jelentőségű barlangok listájában lévő barlangnevek pontosítása után, 1977. május 30-án összeállított, országos jelentőségű barlangok listáján rajta van a Naszály hegyen, Vácon található barlang Naszályi-viznyelőbarlang néven.
Az 1977. évi Karszt és Barlang angol nyelvű különszámában megjelent, The longest and deepest caves of Hungary (December 31, 1975) című közleményből megtudható, hogy a Naszály hegyen található, 60 m mély Naszály Cave (víznyelőbarlang) 1975. december 31-én Magyarország 35. legmélyebb barlangja. A 33. legmélyebb barlang (Róka-hegyi-barlang), a 34. legmélyebb barlang (Papp Ferenc-barlang), a 36. legmélyebb barlang (Borókás-tebri 3. sz. víznyelőbarlang) és a 37. legmélyebb barlang (Nagy-nyelő) szintén 60 m mély. Az 1977. december 31-i állapot szerint (MKBT Meghívó 1978. május) a Naszály hegyen lévő és kb. 60 m mély Naszályi-viznyelőbarlang az ország 39. legmélyebb barlangja. Az 1977. évi Karszt és Barlangban megjelent összeállítás alapján, 1977. december 31-én Magyarország 41. legmélyebb barlangja a Naszály hegyen elhelyezkedő, 1977. december 31-én, 1976-ban és 1975-ben kb. 60 m mély Naszályi-víznyelőbarlang. A 42. legmélyebb barlang (Bátori-barlang) szintén kb. 60 m mély. Ez az összeállítás naprakészebb az 1978. májusi MKBT Meghívóban publikált listánál.
Az 1980. évi Karszt és Barlang 1. félévi számában publikálva lett, hogy a kiemelt jelentőségű Naszályi-víznyelőbarlang az 5200-as barlangkataszteri területen (Börzsöny hegység, Cserhát hegység, Mátra hegység, Karancs hegység) helyezkedik el. A barlangnak 5221/1. a barlangkataszteri száma. Az MKBT Dokumentációs Bizottsága a helyszínen el fogja helyezni, a többi kiemelt jelentőségű barlanghoz hasonlóan, a barlang fémlapba ütött barlangkataszteri számát. A barlangkataszteri szám beütéséhez alapul szolgáló fémlap ugyanolyan lesz mint a többi kiemelt jelentőségű barlang fémlapja.

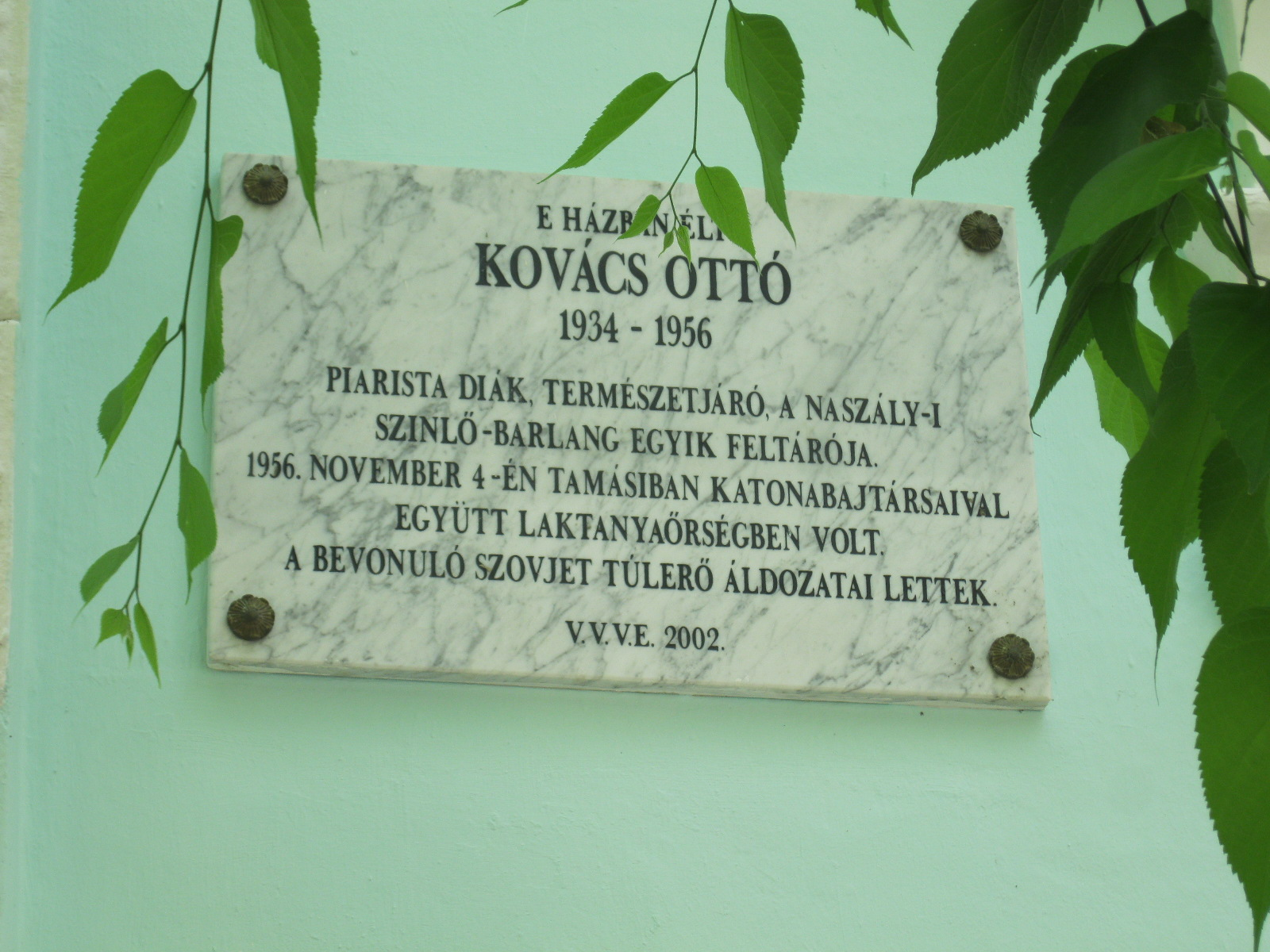
A Naszályi-víznyelőbarlang egyik feltárójának emléktáblája

1982-ben a Honvéd Auróra Sportegyesület Barlangkutató Csoportjának volt kutatási engedélye a barlang kutatásához. 1982. július 1-től az Országos Környezet- és Természetvédelmi Hivatal elnökének 1/1982. (III. 15.) OKTH számú rendelkezése (1. §. és 3. §., illetve 5. sz. melléklet) értelmében a Cserhát hegységben lévő Naszályi-víznyelőbarlang fokozottan védett barlang. Fokozottan védett barlang földtani értéke miatt lett. Az 1982. szeptember–októberi MKBT Műsorfüzetben meg van említve, hogy a Cserhát hegységben található Naszályi-viznyelőbarlang fokozottan védett barlang. A felsorolásban a barlangnevek az MKBT által jóváhagyott és használt helyesírás szerint, javított formában lettek közölve. Az 1984-ben megjelent, Magyarország barlangjai című könyv országos barlanglistájában szerepel a Naszályi-rögben lévő barlang Naszályi-víznyelőbarlang néven Szinkő-barlang névváltozattal. A listához kapcsolódóan látható a Dunazug-hegység barlangjainak földrajzi elhelyezkedését bemutató 1:500 000-es méretarányú térképen a barlang földrajzi elhelyezkedése.
Az 1987. december 31-i állapot alapján Magyarország 42. leghosszabb barlangja az 5221/1 barlangkataszteri számú, 407 m hosszú Naszályi-víznyelőbarlang. Az összeállítás szerint az 1977. évi Karszt és Barlangban közölt hosszúsági listában a barlang nincs benne. A Myotis Barlangkutató Csoport 1983. évi jelentésében lévő mérési jegyzőkönyv alapján lett megállapítva, hogy a barlang 407 m hosszú. Az 1987. december 31-i állapot alapján Magyarország 4. legnagyobb függőleges kiterjedésű barlangja az 5221/1 barlangkataszteri számú, 170,8 m függőleges kiterjedésű Naszályi-víznyelőbarlang. Az összeállítás szerint az 1977. évi Karszt és Barlangban közölt mélységi listában a barlang kb. 60 m mély. Lengyel J. szóbeli közlése, hogy a barlangnak a Myotis Barlangkutató Csoport által 1983-ban végzett felmérése alapján a barlang 170,8 m függőleges kiterjedésű.

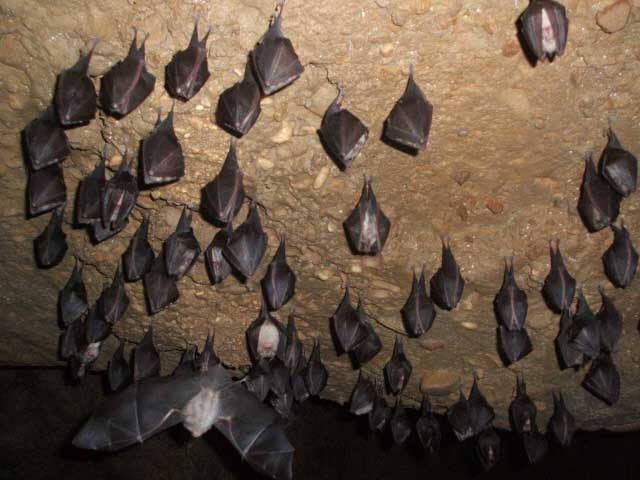
Kis patkósdenevérek a Naszályi-víznyelőbarlangban

Az 1989. évi Karszt és Barlangban lévő, Magyarország barlangjai című összeállításban szó van arról, hogy a Cserhát hegység Ny-i végénél, a Naszályon, illetve Nézsa és Csővár környékén felszínre bukkannak karsztosodásra alkalmas kőzetek. Az itt fekvő 19 barlang között van Magyarország negyedik legmélyebb barlangja, a Naszályi-víznyelőbarlang. A dachsteini mészkőben keletkezett barlang az új, 1974. évi feltárások eredményeként 171 m mély és 407 m hosszú. Az 1950-ben felfedezett barlang lépcsőzetesen mélyül, szép korróziós formákat mutat, de zömmel szűk, omlásveszélyes. A publikációban lévő 1. ábrán (Magyarország térkép) be van mutatva a barlang földrajzi elhelyezkedése.
A folyóirat 1989. évi különszámában napvilágot látott ennek az utóbbi tanulmánynak az angol nyelvű változata (The caves of Hungary). Ebben a tanulmányban Naszály Sinkhole Cave (Naszály Cave) a barlang neve. Az angol nyelvű tanulmányhoz mellékelve megjelent egy olyan lista, amelyben Magyarország leghosszabb, és egy olyan lista, amelyben Magyarország legmélyebb barlangjai vannak felsorolva. A két felsorolás szerint a Cserhát hegységben fekvő, 407 m hosszú és 171 m mély Naszályi-víznyelőbarlang (Naszály Sinkhole-cave) 1988-ban Magyarország 43. leghosszabb és 4. legmélyebb barlangja. (1977-ben 60 m mély volt a barlang.)
1994-ben a Naszály Barlangkutató Csoport kezdte el kutatni. Ebben az évben lezárták a barlangot biztonsági okokból. A Naszály Barlangkutató Csoport és a Troglonauta Barlangkutató Csoport 1900 méterre növelte hosszúságát. 1995-ben egy férfi egyedül indult el bejárni a csábító kihívást, de a magával vitt két zseblámpa elromlott. Szerencsére hagyott otthon levelet, amiben leírta, hogy barlangászni ment, így rokona értesítette a rendőrséget, majd ők a Barlangi Mentőszolgálatot. Több mint 100 óra elteltével saját erejéből sikerült felszínre jutnia a segítők kíséretében. A barlangi kalandot a csodával határos módon élte túl. A mentés végén a barlangi mentők még megkeresték az éjszakai Naszály erdejében eltévedt TV-riportert is.
1998. május 14-től a környezetvédelmi és területfejlesztési miniszter 13/1998. (V. 6.) KTM rendelete szerint a Duna–Ipoly Nemzeti Park Igazgatóság illetékességi területén, a Naszályi-rögben található Naszályi-víznyelőbarlang az igazgatóság engedélyével látogatható. 2001. május 17-től a környezetvédelmi miniszter 13/2001. (V. 9.) KöM rendeletének értelmében a Cserhát hegység területén lévő Naszályi-víznyelőbarlang fokozottan védett barlang. Egyidejűleg a fokozottan védett barlangok körének megállapításáról szóló 1/1982. (III. 15.) OKTH rendelkezés hatályát veszti.

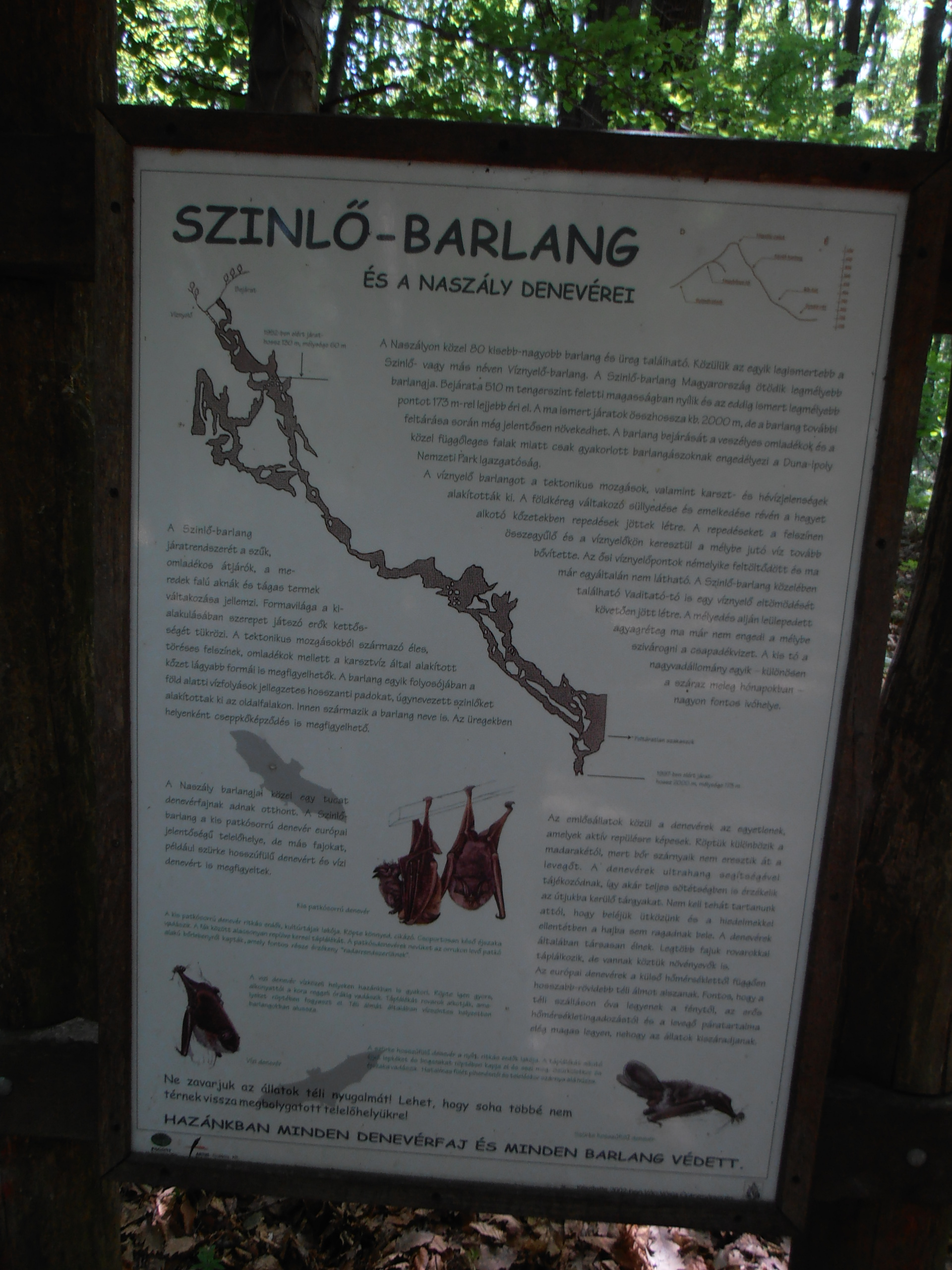
Naszályi-víznyelőbarlang információs tábla

A 2003-ban kiadott, Magyarország fokozottan védett barlangjai című könyvben található barlangismertetés szerint hossza 1699 m, függőleges kiterjedése 171 m és vízszintes kiterjedése 160 m. A könyvben lévő, Egri Csaba és Nyerges Attila által készített hosszúsági lista szerint a Naszályon lévő és 5221-1 barlangkataszteri számú Naszályi-víznyelőbarlang Magyarország 23. leghosszabb barlangja 2002-ben. A 2002-ben 1699 m hosszú barlang 1987-ben 407 m hosszú volt. A könyvben található, Egri Csaba és Nyerges Attila által készített mélységi lista szerint a Cserhát hegységben lévő és 5221-1 barlangkataszteri számú Naszályi-víznyelőbarlang Magyarország 6. legmélyebb barlangja 2002-ben. A 2002-ben 171 m mély barlang 1977-ben kb. 60 m és 1987-ben 171 m mély volt. A barlang térképét 2000-ben, Szabó R. Zoltán készítette el, ezt Ézsiás Antónia és Ézsiás György 2005–2007-ben kiegészítették, helyesbítették.
A 2005-ben napvilágot látott, Magyar hegyisport és turista enciklopédia című kiadványban önálló szócikke van a barlangnak. A szócikk szerint a Naszályi-víznyelőbarlang (Szinlő-barlang) a Cserhát hegységben található és fokozottan védett természeti érték. A Naszály hegy triász mészkővonulatában, 510 m tszf. magasságban van a bejárata. A váci gimnázium diákjai 1952-ben bontották ki az időszakosan aktív barlangot. Napjainkban is tart feltárása. Szifon gátolja a végponton a továbbjutást. 1700 m hosszú és 171 m mély. Lépcsőzetesen mélyülő folyosóit és nagy termeit szűk, gyakran omlásveszélyes járatok kapcsolják össze. A legalsó teremből kiterjedt kürtőrendszer halad felfelé, mely a felszínt majdnem eléri. Szép oldott formák, néhány helyen cseppkőképződmények díszítik a falakat. Engedéllyel és technikai eszközök alkalmazásával járható a lezárt barlang. Tilos látogatni a denevérek téli, nyugalmi időszakában. Leél-Őssy Sándor szócikkében meg van említve, hogy Leél-Őssy Sándor egyik kutatási területe volt a Naszályi-víznyelőbarlang.
2005. szeptember 1-től a környezetvédelmi és vízügyi miniszter 22/2005. (VIII. 31.) KvVM rendelete szerint a Duna–Ipoly Nemzeti Park Igazgatóság működési területén, a Naszályi-rögben található Naszályi-víznyelőbarlang a felügyelőség engedélyével látogatható. 2005. szeptember 1-től a környezetvédelmi és vízügyi miniszter 23/2005. (VIII. 31.) KvVM rendelete szerint a Cserhát hegységben lévő Naszályi-víznyelőbarlang fokozottan védett barlang. 2007. március 8-tól a környezetvédelmi és vízügyi miniszter 3/2007. (I. 22.) KvVM rendelete szerint a Duna–Ipoly Nemzeti Park Igazgatóság működési területén lévő Naszályi-rögben elhelyezkedő Naszályi-víznyelőbarlang az igazgatóság engedélyével tekinthető meg.
2013. július 19-től a vidékfejlesztési miniszter 58/2013. (VII. 11.) VM rendelete szerint a Naszályi-víznyelőbarlang (Naszályi-rög, Duna–Ipoly Nemzeti Park Igazgatóság működési területe) az igazgatóság hozzájárulásával látogatható. 2015. november 3-tól a földművelésügyi miniszter 66/2015. (X. 26.) FM rendelete szerint a Naszályi-víznyelőbarlang (Cserhát hegység) fokozottan védett barlang. 2021. május 10-től az agrárminiszter 17/2021. (IV. 9.) AM rendelete szerint a Naszályi-barlangrendszer (Naszályi-rög, Duna–Ipoly Nemzeti Park Igazgatóság működési területe) az igazgatóság engedélyével látogatható. A 13/1998. (V. 6.) KTM rendelet egyidejűleg hatályát veszti.

## További irodalom
- Slíz György: Újraéled a kutatás a Naszályon – A Forradalmi-ág. MKBT Tájékoztató, 2018. március–április. 11. old.